# (200109) 1995 UF43
(200109) 1995 UF43 es un asteroide perteneciente al cinturón de asteroides, descubierto el 24 de octubre de 1995 por el equipo del Spacewatch desde el Observatorio Nacional de Kitt Peak, Arizona, Estados Unidos.

## Designación y nombre
Designado provisionalmente como 1995 UF43.

## Características orbitales
1995 UF43 está situado a una distancia media del Sol de 2,663 ua, pudiendo alejarse hasta 2,858 ua y acercarse hasta 2,469 ua. Su excentricidad es 0,073 y la inclinación orbital 5,277 grados. Emplea 1588,12 días en completar una órbita alrededor del Sol.

## Características físicas
La magnitud absoluta de 1995 UF43 es 17.